# Emil Sutovsky
Emil Sutovsky (hebräisch אמיל סוטובסקי‎; * 19. September 1977 in Baku) ist ein sowjetisch-israelischer Schachgroßmeister.

## Werdegang
Sutovsky, der Schach als 4-Jähriger erlernte, emigrierte 1991 nach Israel und war bereits zuvor ein vielversprechendes Talent in der UdSSR, wo er an nationalen Jugendmeisterschaften teilnahm. Im Jahre 1996 wurde er in Medellín Jugendweltmeister und erhielt den Großmeistertitel von der FIDE. 1997 gewann er Turniere in Hoogeveen (vor Judit Polgár, Loek van Wely und Wassili Smyslow) und Buenos Aires, 1998 auf der Isle of Man, 1999 in Essen, 1999/2000 in Hastings.
Seinen größten Erfolg feierte er 2001, als er in Ohrid Europameister wurde, nach einem Stichkampf gegen Ruslan Ponomarjow. 2003 gewann Sutovsky die erstmals (auf dem Server von ChessBase) ausgerichtete Internet-Europameisterschaft. Zur Jahreswende 2003/04 siegte er zusammen mit Luke McShane und Miguel Illescas Córdoba in Pamplona. 2005 gewann er das Open von Gibraltar (geteilt) sowie das Aeroflot Open von Moskau und wurde zum Eliteturnier nach Dortmund im gleichen Jahr eingeladen, bei dem ihm – obwohl er nicht in die Preisränge kam – ein glänzender Sieg gegen den amtierenden Weltmeister Wladimir Kramnik gelang.
Er nahm an zwei FIDE-K.-o.-Weltmeisterschaften teil: 2000 in New Delhi schied er in der ersten Runde aus, 2001 in Moskau kam er in die dritte Runde, in der er Wassyl Iwantschuk unterlag. Viermal nahm Sutovsky am Schach-Weltpokal teil. Während er 2005 und 2011 die dritte Runde erreichte, scheiterte er 2007 und 2009 bereits in der ersten Runde. Sutovsky war von 2012 bis 2019 Präsident der Association of Chess Professionals. Außerdem ist er ausgebildeter Bariton-Sänger und tritt gelegentlich öffentlich auf.

## Nationalmannschaft
Sutovsky nahm mit der israelischen Nationalmannschaft an den Schacholympiaden 1996, 1998, 2000, 2002, 2004, 2006, 2010, 2012 und 2014 teil. Am erfolgreichsten war er 2010, als er mit der Mannschaft den dritten Platz erreichte und die Einzelwertung am zweiten Brett gewann. Außerdem vertrat er Israel bei den Mannschaftsweltmeisterschaften 2005, 2010, 2011 und 2015 und den Mannschaftseuropameisterschaften 1997, 2001, 2003, 2005, 2007, 2009 und 2011. Bei den Mannschafts-EMs 2003 und 2005 erreichte er mit der Mannschaft jeweils den zweiten Platz. 2003 gewann er außerdem zwei individuelle Medaillen für die beste Elo-Leistung aller Teilnehmer und das prozentual drittbeste Ergebnis am dritten Brett, 2005 gelang ihm das zweitbeste Einzelergebnis am zweiten Brett.

## Vereine
In Israel spielte Sutovsky für Elitzur Petach-Tikwa, Hapoel Kfar Saba und Aschdod, mit allen diesen Vereinen nahm er auch am European Club Cup teil. In der russischen Mannschaftsmeisterschaft spielte er 2005 und 2008 für den TPS Saransk, mit dem er auch am European Club Cup 2005 teilnahm, 2006 für Meriya Moskau sowie 2012 und 2013 für Navigator Moskau. In der britischen Four Nations Chess League spielte Sutovsky von 2003 bis 2006 für Guildford A&DC und gewann den Wettbewerb 2004, in der bosnischen Premijer Liga spielte er 2004 für den ŠK Kiseljak. In der Slowakei spielte er für die Mannschaft von Corpora Lipovec, mit der er 2003 am European Club Cup teilnahm, in Aserbaidschan bis 2012 für SOCAR Baku, mit denen er den European Club Cup 2012 gewann, seitdem für Odlar Yurdu, die er dreimal beim European Club Cup vertrat.
In der österreichischen Bundesliga spielte er in der Saison 2008/09 beim Meister SK Husek, seit der Saison 2015/16 spielt er für den SK Absam. In der französischen Top 16 spielte er in der Saison 2003/04 für Mulhouse Philidor, in der tschechischen Extraliga spielt er in der Saison 2015/16 für die zweite Mannschaft des ŠK JOLY Lysá nad Labem.

## Partiefragment
Eine seiner besten Partien spielte Sutovsky 2005 im Turnier von Gibraltar, in welchem er geteilter Turniersieger wurde. Die untenstehende Partie gegen den englischen Großmeister Daniel Gormally, in der Sutovsky mit den schwarzen Steinen ein glänzender Angriffssieg gelang und für die er den Schönheitspreis des Turniers verliehen bekam, nannte der spätere Schachweltmeister Viswanathan Anand die beste Partie, die er je gesehen hätte.
|   | a | b | c | d | e | f | g | h |   |
| 8 |   |   |   |   |   |   |   |   | 8 |
| 7 |   |   |   |   |   |   |   |   | 7 |
| 6 |   |   |   |   |   |   |   |   | 6 |
| 5 |   |   |   |   |   |   |   |   | 5 |
| 4 |   |   |   |   |   |   |   |   | 4 |
| 3 |   |   |   |   |   |   |   |   | 3 |
| 2 |   |   |   |   |   |   |   |   | 2 |
| 1 |   |   |   |   |   |   |   |   | 1 |
|   | a | b | c | d | e | f | g | h |   |

Stellung nach dem 33. Zug (33. Dg3–g4) von Weiß
Schwarz hat bereits einen Turm ins Geschäft gesteckt, ⁣⁣ um seinen Angriff entfalten zu können. In dieser Stellung findet Sutovsky die zum Gewinn führende Kombination.
33. … e4xf3!
Damit steht der weiße Turm b1 unter Angriff der Dame. Weiß macht den einzig sinnvollen Zug, der aber ebenfalls zur Niederlage führt.
34. Dg4xf5
Es folgt ein Zwischenschach.
34. … f3xg2+ 35. Kh1–g1
Schwarz nimmt nun die Dame auf f5 gar nicht wieder, was zu einer Verluststellung geführt hätte, sondern zieht:
35. … Lb2–d4+ 36. Df5–f2 (einziger Zug)
Und es folgt die Krönung der Kombination:
36. … Sh5–f4!!
Weiß gab auf. Er darf mit der Dame nicht den Läufer d4 schlagen, da hierauf 37. … Sf4–h3 mattsetzen würde, andererseits droht jetzt entweder Sf4–h3 bzw. Sf4–e2 matt. Auf 37. h2–h4 (einziger Zug) folgt aber 37. … Sf4–e2+ 38. Kg1–h2 Ld4xf2 nebst g2–g1D und entscheidendem schwarzen Materialvorteil.